# Балка Кривенький яр
Балка Кривенький яр — геологічна пам'ятка природи місцевого значення. Розташована на південно-західній околиці селища Успенка Лутугинського району Луганської області. Межує з загальнозоологічним заказником місцевого значення «Іллірійський». Загальна площа — 5 га.
Геологічна пам'ятка отримала статус згідно з рішенням виконкому Ворошиловградської обласної ради народних депутатів № 402 від 7 грудня 1971 року, № 247 від 28 червня 1984 року.
Відслонення середньокам'яновугільних відкладів знаходиться за 3 км від гирла балки Кривенький яр, що впадає в річку Вільхівку. На лівому схилі балки спостерігається розріз порід мандрикинської світи (середній карбон, башкирський ярус), яка складена переважно алевролітами, поодинокими пластами вапняків, пісковиків, а також одиничними вугільними пластами. Для цієї світи характерна відсутність алювію і значний розвиток прибережноморської викопної фауни. У вапняках присутні численні черевоногі і пелециподи. Також наявні й інші органічні залишки, що свідчать про приналежність даної світи до нижньої частини середньокам'яновугільного відділу.